# Felin (Lublin)
Felin – dzielnica mieszkaniowa i akademicka położona we wschodniej części Lublina przy trasie do Świdnika. 
Pierwotnie nazwa Felin odnosiła się do folwarku, przekształconego w Gospodarstwo Doświadczalne Uniwersytetu Przyrodniczego w Lublinie oraz Ośrodek Jeździecki Uniwersytetu Przyrodniczego w Lublinie. Od niego wzięła nazwę dzielnica administracyjna. 

## Historia

### Do 1944
W XIX wieku na terenie dzisiejszego Starego Felina powstał folwark utworzony z części dóbr królewskich Tatary, które cesarzowa Katarzyna II nadała hrabiemu Adamowi Ożarowskiemu. Później właścicielem terenów był Emanuel Graf, który nadał folwarkowi nazwę Felin od imienia swojej żony Feliksy. W 1897 roku Felin przeszedł w ręce Erazma Plewińskiego, który w 1913 przekazał majątek Lubelskiemu Towarzystwu Rolniczemu. Na folwark składały się murowany dworek oraz zabudowania gospodarcze.
W czasie II wojny światowej dobra należały do oficera niemieckiego. W latach 1939–1945 funkcjonował tam majątek doświadczalny specjalizujący się w hodowli drobiu i koni. Po wyzwoleniu w 1944 w majątku swoją siedzibę miał Polski Sztab Partyzancki, zarządzający działalnością polskich komunistycznych oddziałów partyzanckich na terenach okupowanych przez Niemców.

### PRL
Po 1945 roku majątek upaństwowiono i przekazano Uniwersytetowi Marii Curie-Skłodowskiej, a później Akademii Rolniczej (obecnemu Uniwersytetowi Przyrodniczemu). Folwark stał się Gospodarstwem Doświadczalnym "Felin", na którego terenie uczelnia rozpoczęła prowadzenie upraw rolniczych, sadowniczych oraz hodowlę zwierząt. W bezpośrednim sąsiedztwie wybudowano osiedle pracownicze, dzisiaj zwane Starym Felinem.  
W latach 70. XX wieku Gospodarstwo Doświadczalne Felin stało się miejscem prac hodowlanych nad utworzeniem pierwszej polskiej ogólnoużytkowej rasy kuców, które prowadził zespół pracowników Zakładu Hodowli Koni (obecnie Katedra Hodowli i Użytkowania Koni) pod przewodnictwem prof. Ewalda Sasimowskiego. Bazując na rasie prymitywnej konik polski i łącząc ją z końmi szlachetnymi (m.in. konie czystej krwi arabskiej, konie małopolskie) uzyskano kuca, którego populacja znana jest obecnie w całej Polsce i poza jej granicami. Na cześć miejsca powstania rasa została nazwana kuce felińskie. 
Po zachodniej stronie terenów Akademii Rolniczej powstała zajezdnia autobusowa MPK. Sama uczelnia zaś postanowiła wybudować w pobliżu dwa akademiki - nazwane Brodway i Manhattan. 
W miarę rozrastania się miasta rozpoczęto przygotowania do utworzenia nowego osiedla po południowej stronie nowo wybudowanej drogi wyjazdowej w kierunku Zamościa (aleja 1000-lecia, obecnie aleja Wincentego Witosa). Powstała w 1985 r. nowa spółdzielnia mieszkaniowa przyjęła nazwę od sąsiadującego Gospodarstwa Doświadczalnego. Budowę pierwszych budynków mieszkalnych SM Felin rozpoczęto w 1991 roku. W kolejnych latach nowe osiedle nazwano Osiedlem Jagiellońskim, a termin Felin został przyjęty jako nazwa całej dzielnicy miasta Lublina.

### III RP
W 2007 Prezes Rady Ministrów podpisał rozporządzenie rozszerzające granice Specjalnej Strefy Ekonomicznej Euro-Park Mielec. Tak powstała położona w północno-wschodniej części dzielnicy Podstrefa Lublin. Powstało tam między innymi Centrum Ekspedycyjno-Rozdzielcze Poczty Polskiej na ścianę wschodnią (tzw. sortownia Poczty Polskiej).
W latach 2013–2014 powiększona została Specjalna Strefa Ekonomiczna, obejmując nowe ulice: Wilhelma Hessa, Erazma Plewińskiego, Braci Krausse oraz Ludwika Spiessa. W tym samym czasie przebudowana została ulica Doświadczalna, Józefa Franczaka "Lalka" (dawniej Droga Męczenników Majdanka), dwóch deweloperów rozpoczęło budowę: Osiedla Europejskiego oraz Nowy Felin.

## Instytucje
Na Felinie swoje budynki ma Uniwersytet Przyrodniczy. Obok obiektów dydaktycznych i akademików Manhattan i Broadway znajdują się pola doświadczalne Uniwersytetu Przyrodniczego.
W 2018 r. z Gospodarstwa Doświadczalnego wydzielono Ośrodek Jeździecki "Felin" Uniwersytetu Przyrodniczego w Lublinie, którego zadaniem jest w pierwszej kolejności działalność dydaktyczna (głównie zajęcia kierunku Hipologia i Jeździectwo, prowadzonego przez Katedrę Hodowli i Użytkowania Koni), jak również hodowla kuców felińskich, usługi pensjonatu dla koni, organizacja wydarzeń sportowych i hodowlanych oraz szkółka jeździecka i hipoterapia. W 2021 roku rozpoczęto budowę nowoczesnego budynku składającego się ze stajni oraz największej w regionie krytej ujeżdżalni. Arena Konna została oddana do użytku we wrześniu 2022 r.  
Przy ulicy Doświadczalnej mieści się także Instytut Agrofizyki Polskiej Akademii Nauk.

## Administracja
Granice administracyjne dzielnicy Felin określa statut dzielnicy uchwalony 19 lutego 2009. Granice Felina tworzą: od północy tory PKP, od wschodu granica miasta, od południa ul. Droga Męczenników Majdanka i ul. Józefa Franczaka "Lalka", a od zachodu ul. Anny Walentynowicz i Hanki Ordonówny.
Felin ma powierzchnię 6,99 km². Według stanu na 30 czerwca 2018 na pobyt stały na Felinie było zarejestrowanych 6 954 osób.